# Adelle Lutz
Adelle „Bonnie“ Lutz (* 13. November 1948 in New York City, New York) ist eine US-amerikanische Schauspielerin, Kostümbildnerin und Model.

## Leben
Adelle Lutz wurde am 13. November 1948 in New York City als Tochter des Deutschen Walter E. Lutz (1910–2003) und der Japanerin Mona Lutz geboren. Ihre am 18. April 1950 geborene Schwester Bettina Louise Lutz, als Model unter dem Namen Tina Chow bekannt geworden, verstarb am 24. Januar 1992 mit nur 41 Jahren.
Am 18. Juli 1987 heiratete sie den Musiker David Byrne, den sie in Japan kennengelernt hatte. 1990 kam die gemeinsame Tochter Malu Abeni Valentine Byrne zur Welt. Die Ehe wurde 2004 geschieden.

## Karriere
Als Schauspielerin war Lutz vor allem in den 1980er und 1990er Jahren oft zu sehen, ihren ersten Auftritt in einem Spielfilm hatte sie 1986 in Gefährliche Freundin als Rose, im Jahr darauf hatte sie eine kleine Rolle als Janet im Oscarpreisgekrönten Wall Street. Außerdem spielte sie 1988 in Tim Burtons Beetlejuice als Beryl einen der Partygäste der Familie Deetz. Als Anchorwoman war sie 1991 in Das Schweigen der Lämmer zu sehen. 1995 spielte sie im Drama Rangoon die Friedensnobelpreisträgerin Aung San Suu Kyi.
Als Kostümbildnerin arbeitete sie unter anderem an Making Mr. Right – Ein Mann à la Carte und Lulu on the Bridge.
Sie war Regisseurin des Musikvideos Too Darn Hot von Erasure.

## Filmografie
Als Schauspielerin
- 1986: Alfred Hitchcock Presents (Fernsehserie)
- 1986: Gefährliche Freundin (Something Wild)
- 1987: Wall Street
- 1988: Beetlejuice
- 1989: Lebensmüde leben länger (Checking Out)
- 1991: Das Schweigen der Lämmer (The Silence of the Lambs)
- 1991: Bis ans Ende der Welt (Until the End of the World, Jusqu’au bout du monde)
- 1994: Schluß mit lustig (Dead Funny)
- 1995: Rangoon (Beyond Rangoon)

Als Kostümbildnerin
- 1987: Making Mr. Right – Ein Mann à la Carte (Making Mr. Right)
- 1989: Lebensmüde leben länger (Checking Out)
- 1998: Lulu on the Bridge
- 2007: Das Innenleben des Martin Frost (The Inner Life of Martin Frost)